# Jane Mysen
Jane Mysen (ur. 1960) – norweska pisarka, autorka wielotomowych sag.
W Polsce jest znana jako autorka sagi Taniec płomieni (Flammedans), z której na język polski zostało przełożonych 60 tomów oraz sagi Wybranka bogów (Utvalgt av gudene), z której na język polski zostało przełożonych 27 tomów.